# One Nashville Place
Das One Nashville Place ist ein Wolkenkratzer in Nashville, Tennessee. Es hat eine Gesamthöhe von 109 m und 25 Etagen. Das achteckige Gebäude wird von Einwohnern Nashvilles auch R2D2 genannt, in Anlehnung an die bekannte Figur aus den Star-Wars-Filmen. Es ist zurzeit das zehnthöchste Gebäude der Stadt.
Auf dem Dach des Gebäudes ist seit dem 12. Mai 2012 das Firmenlogo der Regions Financial aufgestellt. Vor diesem Schriftzug prangten schon die Namen einiger anderer Banken auf dem Gebäude.
Ende 2014 kaufte die TA Associates Realty das Gebäude und beauftragte die Boyle Investment Company mit der Verwaltung.

## Mieter (Auswahl)
- Regions Financial
- National Association of State Boards of Accountancy (kurz NASTA)
- Merrill Lynch
- CBRE Group
- Ernst & Young